# Санта-Ирия-да-Рибейра-де-Сантарен
Санта-Ирия-да-Рибейра-де-Сантарен (порт. Santa Iria da Ribeira de Santarém)  —  район (фрегезия) в Португалии,  входит в округ Сантарен. Является составной частью муниципалитета  Сантарен. Входит в экономико-статистический  субрегион Лезирия-ду-Тежу, который входит в Рибатежу. Население составляет 1021 человек на 2001 год. Занимает площадь 14,53 км².